# Earl of Merioneth
Earl of Merioneth war ein erblicher britischer Adelstitel in der Peerage of the United Kingdom, der nach Merionethshire, einer der dreizehn traditionellen Grafschaften von Wales benannt ist.
Der Titel wurde am 20. November 1947 für Sir Philip Mountbatten, den designierten Ehemann von Prinzessin Elisabeth, der späteren Königin Elisabeth II. geschaffen. Er wurde zusammen mit dem Titel Baron Greenwich als nachgeordneter Titel des gleichzeitig verliehenen Titels Duke of Edinburgh geschaffen.
Der Titel erlosch am 8. September 2022, als dessen Sohn Charles, Prince of Wales, der 2. Earl of Merioneth, beim Tod seiner Mutter als Charles III. auf den Thron folgte und seine Titel mit der Krone verschmolzen.

## Liste der Earls of Merioneth (1947)
- Philip, Duke of Edinburgh, 1. Earl of Merioneth (1921–2021)
- Charles, Prince of Wales, 2. Earl of Merioneth (* 1948) (Titel durch Verschmelzen mit der Krone erloschen 2022)